# Mitja Rešek
Mitja Rešek (15 januari 1991)  is een Sloveens voetballer die als linker verdediger speelt.
Rešek speelde in de jeugd bij NK Maribor waarvoor hij in het seizoen 2009/10 debuteerde in het bekertoernooi. In de eerste helft van het seizoen 2010/11 speelde hij vijf keer in het eerste elftal en vanaf januari werd hij aan NK Aluminij Kidricevo verhuurd. Daar scoorde hij in acht wedstrijden één doelpunt en met de club werd hij kampioen in de 2. slovenska nogometna liga. In het seizoen 2011/12 speelde Rešek op huurbasis voor sc Heerenveen en in het seizoen 2012/13 wederom voor NK Aluminij. Die club nam hem in 2013 over en vanaf 2014 kwam hij uit voor NK Drava Ptuj. In januari 2017 ging Rešek voor NŠ Mura spelen.
Hij was Sloveens jeugdinternational.